# Революционна народно-освободителна партия-фронт
Революционна народно-освободителна партия – фронт  (съкр. РНОПФ; на турски: Devrimci Halk Kurtuluş Partisi-Cephesi, DHKP-C) е ляво-радикална политическа партия, действаща на територията на Турция. Създадена е през 1978 г., под името Революционни леви (Революционна левица) (на турски: Devrimci Sol), и носи това име до момент на разкол през 1994 г.
РНОПФ се придържа към радикалната марксистко-ленинистка идеология и е организатор на серия големи терористични акта във вътрешността на страната. Политиката ѝ е солидарна с ляво-радикалните кюрдски движения, като до 1990 г. води подривна борба. Турция, САЩ и Евросъюз гледат на РНОПФ в качеството на терористична организации, а дейността ѝ в самата Турция е забранена.

## Членове
- Фехрийе Ердал